# Helicteres trapezifolia
Helicteres trapezifolia är en malvaväxtart som beskrevs av Achille Richard. Helicteres trapezifolia ingår i släktet Helicteres och familjen malvaväxter. Inga underarter finns listade i Catalogue of Life.